# 吕向阳
吕向阳（1962年—）是一位中国企业家，投资者。比亚迪副董事长兼非执行董事。

## 生平
1962年出生于安徽省无为市，1978年进入中国人民银行安徽分行，1993年升任行长。之后辞职前往广东省创业，1995年成立融捷投资控股集团有限公司并担任董事长，同年投资250万与表弟王传福在深圳共同成立比亚迪。